# Leaning on the Everlasting Arms
Leaning on the Everlasting Arms est un hymne publié en 1887 sur la musique d'Anthony J. Showalter et des paroles de Showalter et Elisha Hoffman . 
Showalter a déclaré avoir reçu des lettres de deux de ses anciens élèves disant que leurs femmes étaient décédées. En écrivant des lettres de consolation, Showalter s'est inspiré de la phrase du livre de Deutéronome 33:27, "Le Dieu éternel est ton refuge, et en dessous sont les bras éternels". 

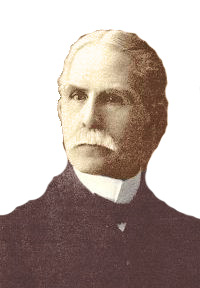
Elisha Hoffman

Showalter a écrit les paroles du refrain à Hartselle ( Alabama ) et a demandé à Hoffman d'écrire les paroles restantes. 

What a fellowship, what a joy divine,
Leaning on the everlasting arms;
What a blessedness, what a peace is mine,
Leaning on the everlasting arms.

(Quelle communion, quelle joie divine,
Soutenu par les bras éternels;
Quelle bénédiction, quelle paix est la mienne,
Soutenu par les bras éternels.)

Refrain : Leaning, leaning, safe and secure from all alarms;
Leaning, leaning, leaning on the everlasting arms.
(Soutenu, soutenu, en sécurité et protégé de tous les soucis ;
Soutenu, soutenu, appuyée sur les bras éternels.)
O how sweet to walk, In this pilgrim way,
Leaning on the everlasting arms;
O how bright the path grows from day to day,
Leaning on the everlasting arms.
(Ô comme il est doux de marcher, Sur ce chemin de pèlerin,
Soutenu par les bras éternels;
Ô comme le chemin s'éclaire de jour en jour,
Soutenu par les bras éternels.)
Refrain
What have I to dread, what have I to fear,
Leaning on the everlasting arms;
I have blessed peace with my Lord so near,
Leaning on the everlasting arms.
(Qu'ai-je à redouter, qu'ai-je à craindre,
Soutenu par les bras éternels;
J'ai béni la paix avec mon Seigneur si près,
Soutenu par les bras éternels.)
Refrain

Version alternative
Il existe une version alternative du refrain, généralement chantée par les basses : 
Leaning on Jesus, leaning on Jesus, safe and secure from all alarms;
Leaning on Jesus, leaning on Jesus, leaning on the everlasting arms.
(Soutenu par Jésus, soutenu par Jésus, à l'abri de tous les soucis;
Soutenu par Jésus, soutenu par Jésus, soutenu par les bras éternels.)

## Versions
Il a été interprété et enregistré par des artistes tels que Norbert Susemihl, Iris DeMent, George Jones, Mahalia Jackson, Twila Paris et Selah . 
Alan Jackson l'a inclus dans son album gospel live 2006 Precious Memories . 
Playing for Change a une version avec plusieurs musiciens dont Dr. John . 
mewithoutyou utilise les paroles de la 3e strophe et une partie de la 2e dans leur chanson Watermelon Ascot de l'album Pale Horses . 

## Dans la culture populaire
La chanson a été utilisée dans plusieurs films, dont Et la vie continue (1943), La Nuit du chasseur (1955), Phase IV (1974), Wild Bill (1995), Un flic à Chicago (1989), True Grit (2010) (dont il représente environ un quart du score  ) et Sur le chemin de la rédemption (2017). 
À la télévision, il a été utilisé dans l'épisode de la saison 1 de Dollhouse "Croyance aveugle". Il a également été utilisé dans l'épisode "Chapitre 42" de House of Cards (saison 4, épisode 3), dans New York, unité spéciale épisode "Classé sans suite" (saison 16, épisode 9), dans Justified (saison 4, épisode 5, "Délivrance") et dans la saison 25 des Simpsons, épisode 22 - "Le Prix de la lâcheté".  Il a également été chanté dans l'épisode de The Andy Griffith Show "Mountain Wedding" pendant la scène du mariage. 
Il a également été utilisé dans une publicité sur la bière Guinness intitulée "Empty Chair" qui a été produite par Human Worldwide Inc. et dans une publicité de Sainsbury en 2014 concernant la "Trêve de Noël" de 1914 de la Première Guerre mondiale. 